# Teotongo (kommun)
Teotongo är en kommun i Mexiko.   Den ligger i delstaten Oaxaca, i den sydöstra delen av landet, 250 km sydost om huvudstaden Mexico City.
Följande samhällen finns i Teotongo:
- Teotongo
- La Luz